# Elecciones municipales de Avellaneda 1999
Véanse también: Elecciones legislativas de Argentina de 1999 y Elecciones presidenciales de Argentina 1999
Las elecciones municipales de Avellaneda de 1999 se realizaron el 24 de octubre junto con las elecciones legislativas nacionales. En estos comicios, se renovó la mitad de los miembros del Concejo Deliberante y el Consejo Escolar de Avellaneda que fueron elegidos en las elecciones municipales de Avellaneda de 1995.

## Candidaturas y Resultados
Se presentaron 14 partidos o alianzas políticas en estas elecciones y sus resultados electorales fueron
|  | 45.16 % |

|  | 42.67 % |

|  | 3.73 % |

|  | 3.24 % |

|  | 1.90 % |

|  | 1.01 % |

|  | 1.00 % |

|  | 0.78 % |

|  | 0.28 % |

|  | 0.18 % |

| Partido político                                    | Concejales | Consejeros Escolares                           |
| --------------------------------------------------- | --- | ---------------------------------------------- |
| Alianza para el Trabajo, la Justicia y la Educación | - Claudio Gustavo Yacoy - Ricardo Grisendi - Silvia O. López - Osvaldo Deza - Rubén Alberto Conde - María Gabriela Iglesias | - Silvia Graciela Cantero - Julio Oscar Alegre |
| Concertacion Justicialista para el Cambio           | - Guillermo R. Valcarce - Jorge H. Ferraresi - Sandra E. Alice - Armando Bertolotto - José Benítez - Liliana B. López       | - Alejandro F. Díaz - Julio Carlos Nuñez       |